# Arnold Seematter

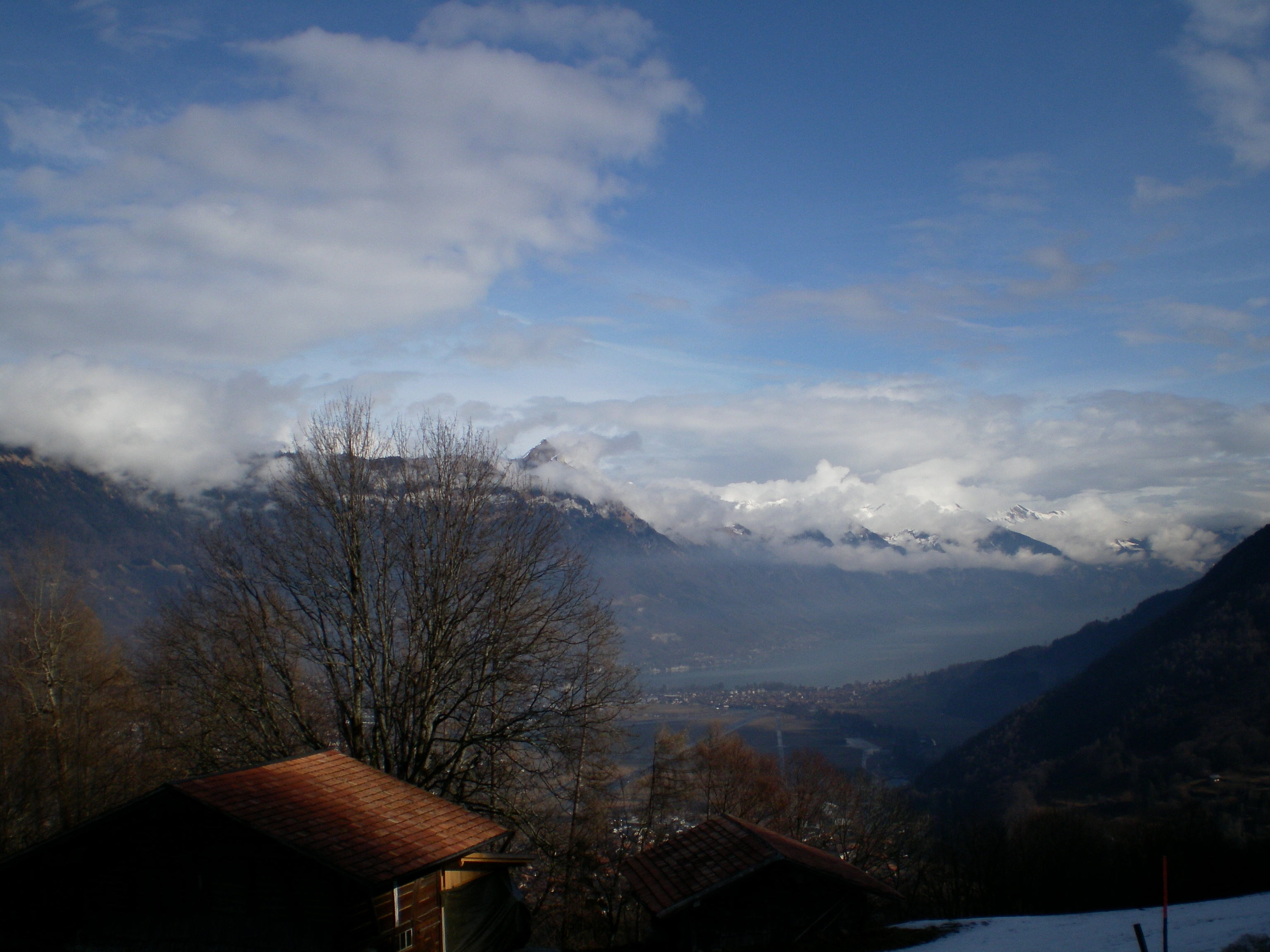
Ausblick von Saxeten

Arnold Seematter (* 21. November 1890 in Saxeten; † 27. Oktober 1954 in Bern) war ein Schweizer Politiker (FDP).

## Lehrer
Arnold Seematter wuchs im Berner Oberländer Bergdorf Saxeten auf und besuchte das Lehrerseminar Hofwil. Ab 1910 war er als Lehrer tätig, zuerst in Gsteigwiler, 1911/12 als Hauslehrer in England. Nach seiner Rückkehr bildete er sich an der Universität Bern zum Sekundarlehrer sprachlich-historischer Richtung weiter. 1919 trat er eine Stelle in der Schule in Büren an der Aare an, wo er 1919 auch Schulvorsteher wurde.

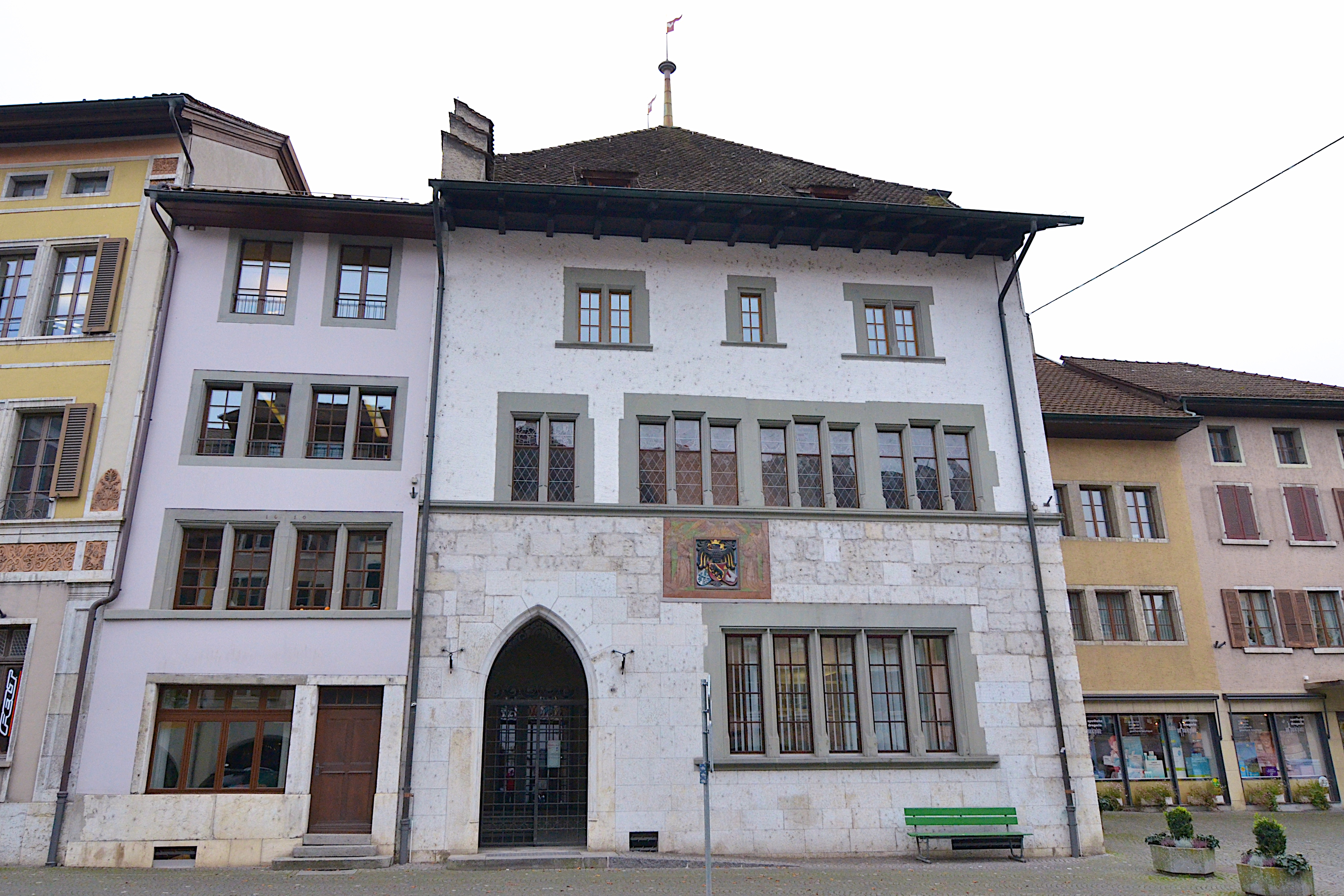
Rathaus Büren an der Aare

## Politiker
In Büren an der Aare betätigte sich Arnold Seematter auch politisch. Er übernahm eine führende Rolle als Gemeinde- und Gemeinderatspräsident. Die Freisinnig-Demokratische Partei des Kantons Bern wählte ihn 1930 als Zentralsekretär ins neu geschaffene Sekretariat. Für kurze Zeit wirkte er in den Parlamenten von Stadt und Kanton Bern.

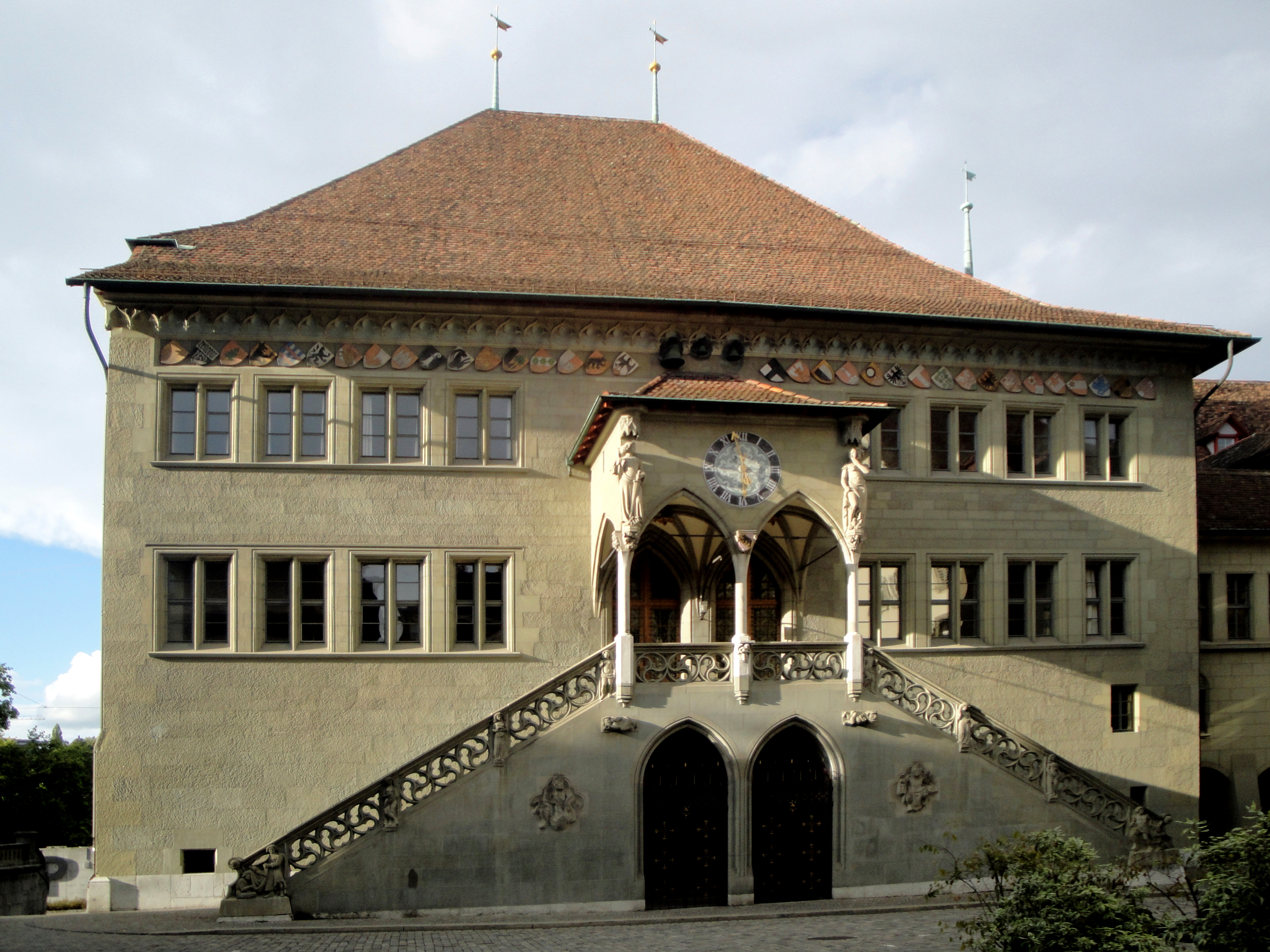
Berner Rathaus

Bereits 1934 wurde Arnold Seematter als Nachfolger von Leo Merz in den Berner Regierungsrat gewählt. Die ersten vier Jahre war er für die Armendirektion zuständig. 1938 übernahm er die Polizeidirektion, die er bis zu seinem Rücktritt 1954 leitete. Zweimal amtierte er als Regierungspräsident. Am 17. September 1946 konnte er in dieser Funktion den englischen Kriegspremier Winston Churchill von der Terrasse des Berner Rathauses vor einem begeisterten Publikum begrüssen. In seiner zwanzigjährigen Amtszeit als Regierungsrat erlebte er als prominente Kollegen den Arbeiterführer Robert Grimm oder die späteren Bundesräte Markus Feldmann und Rudolf Gnägi. Die erzwungene Departementszuteilung an den bern-jurassischen Regierungskollegen Georges Moeckli führte 1947 zu einer Akzentuierung des Jurakonfliktes.
1941 liess Polizeidirektor Seematter eine Rede des renommierten Theologen Karl Barth verbieten, weil zu erwarten sei, dass diese zu politisch und nicht im Interesse der Schweiz liege. Barth hatte zuvor zum Widerstand gegen das nationalsozialistische Deutschland aufgerufen und die Schweizer Behörden scharf kritisiert.
Zur Frage der Kostenbeteiligung an der Flüchtlingspolitik im Zweiten Weltkrieg nannte die Bergierkommission die Auffassung des Berner Regierungsrats Arnold Seematter symptomatisch. Er hatte sich im Februar 1943 gegen den grosszügigen Einsatz von Bundesgeldern ausgesprochen: „Das Schweizervolk soll die Folgen seiner Grosszügigkeit selbst tragen.“ Es dominierte die Meinung, dass die Flüchtlingshilfe Privatsache sei.

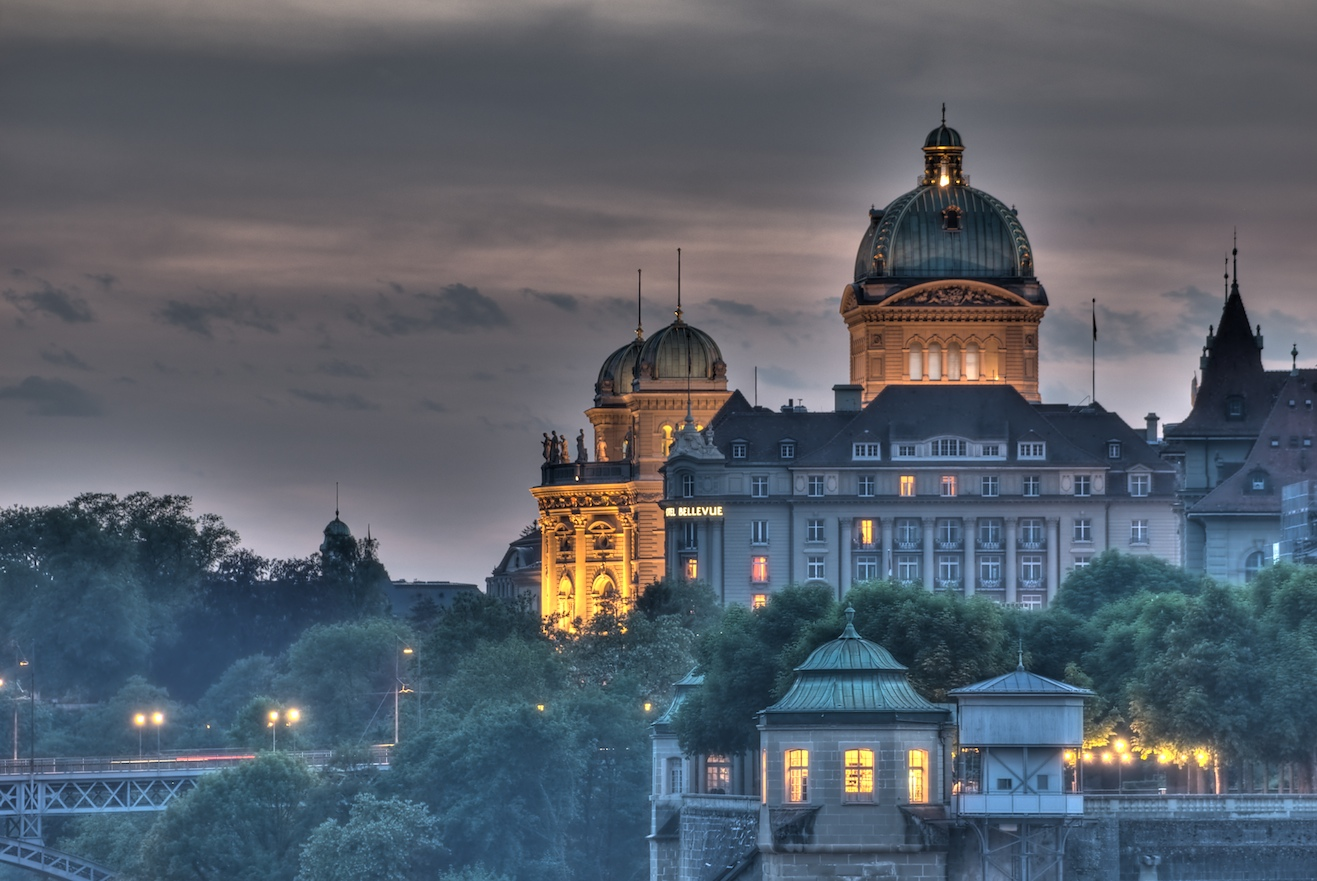
Bundeshaus

Arnold Seematter war von 1939 bis zu seinem Tod 1954 Mitglied des schweizerischen Nationalrates. Er wirkte in 43 Kommissionen mit, davon sechs ständigen. Er präsidierte sieben Kommissionen. Der einflussreichen Vollmachtenkommission gehörte er erst nach Kriegsende von 1951 bis 1952 an.
Inhaltlich engagierte sich Arnold Seematter besonders im Bereich der Verkehrspolitik in ihren Facetten Strasse, Schiene und Luftverkehr. 1953 wirkte er in einem Verkehrs-Erziehungsfilm der Schweizerischen Beratungsstelle für Unfallverhütung (bfu) mit.
In der freisinnigen Partei der Schweiz stieg Arnold Seematter bis zum Vizepräsidenten auf. Weiter war er Präsident der Oberländischen Volkswirtschaftskammer, Präsident des Verwaltungsrates der Simmentalbahn (Spiez-Zweisimmen) und Direktionsmitglied der Berner Alpenbahn-Gesellschaft Bern-Lötschberg-Simplon(BLS). Die Stiftung Pro Aero, welche die nationale Luftfahrt propagierte, präsidierte er ebenfalls.
Seematter organisierte das Eidgenössische Sängerfest in Bern, verbunden mit der Jahrhundertfeier der Gründung des Bundesstaates 1948. Er war auch aktiver Sänger und Ehrenmitglied des Berner Männerchors. Die Musik brachte ihn in Verbindung mit dem Urheberschutz. So war er Präsident der schweizerischen Gesellschaft für mechanische Urheberrechte und Mitglied des Verwaltungsrates des Büros der europäischen Gesellschaften zum Schutze der Wiedergaberechte (BIEM) mit Sitz in Paris.
Das Berner Tagblatt beschrieb Seematter als "grossgewachsenen Mann mit der Vorliebe für steife Kragen und der bedächtigen, fast zögernden Sprechweise" als Verkörperung "eines guten Stücks bernischen Volksstaates." Als Polizeidirektor sei er kein Scharfmacher gewesen. Aus seinen jeweils guten Wahlresultaten lässt sich eine recht hohe Popularität von Seematter ablesen.